# Дорощак, Анна Степановна
Анна Степановна Дорощак (укр. Ганна Степанівна Дорощак; род. 14 августа 1930 года) — мастер машинного доения совхоза «Винниковский» Пустомытовского района Львовская область. Герой Социалистического Труда (1981).
С начала 1950-х годов — звеньевая, с 1966 года — доярка, мастер машинного доения колхоза имени Ленина (позднее — совхоз «Винниковский») Пустомытовского райна. В 1976 году получила от каждой закреплённой за ней фуражной коровы в среднем по 7500 килограмм молока. Член КПСС.
Указом Президиума Верховного Совета СССР от 6 марта 1981 года «за выдающиеся успехи, достигнутые в выполнении заданий десятой пятилетки и социалистических обязательств по увеличению производства и продажи государству продуктов земледелия и животноводства» удостоена звания Героя Социалистического Труда с вручением ордена Ленина и золотой медали «Серп и Молот».
После выхода на пенсию проживала в селе Чишки Пустомытовского района.
Награды
- Герой Социалистического Труда
- Орден Ленина — дважды
- Орден Октябрьской Революции
- Орден «Знак Почёта»